# باري وايس (مدير تنفيذي موسيقي)
باري وايس (بالإنجليزية: Barry Weiss)‏ هو مدير تنفيذي موسيقي ‏ أمريكي، ولد في 11 فبراير 1959 في ديماريست في الولايات المتحدة.